# Phine Vigeveno
Adolphine (Phine) Vigeveno, na haar eerste huwelijk ook bekend als Adolphine Schwimmer-Vigeveno (Amsterdam, 23 februari 1899 - Bedford, 15 februari 1984) was de voorzitster van de Joodsche Vrouwenraad en de Joodse Vrouwen Vereniging voor Practisch Palestinawerk.

## Levensloop
Vigeveno werd geboren in Amsterdam op 23 februari 1899. Ze was de dochter zakenman Gabriël Vigeveno en Henriëtte Goudstikker. Ze had twee broers, José en James, en groeide op in een geassimileerd Joods gezin. Vigeveno was de nicht van Jacques Goudstikker.
Na het afronden van het gymnasium, studeerde ze Nederlands aan de Universiteit van Amsterdam. Tijdens haar studie was ze verbonden aan de Nederlandse Zionistische Studenten Organisatie en de Unie voor Vrouwelijke Studenten. Later wisselde ze van studie en begon ze aan een rechtenstudie, die ze echter niet voltooide. Ze verloofde zich met de in Oostenrijk-Hongarije geboren zakenman Felix Schwimmer en trouwde met hem op 12 december 1922. Samen kregen ze drie kinderen. In 1923 woonde het gezin enkele maanden in Hilversum, maar keerde dat jaar weer terug naar Amsterdam.

### Joodsche Vrouwenraad
In 1929 werd ze benoemd tot hoofdredacteur van het blad Ha’ischa: orgaan van den Joodschen Vrouwenraad in Nederland. Ze schreef onder meer over de Conferentie van Joodse Vrouwen in Hamburg waar ze in juni 1929 bij aanwezig was. In haar hoedanigheid als hoofdredacteur wist ze verschillende bekende auteurs, waaronder Siegfried van Praag en Peretz Bernstein, aan te trekken.
In 1932 werd Vigeveno de voorzitster van de Joodsche Vrouwenraad. Hoewel Vigeveno zionistisch was, had de Joodsche vrouwenraad een neutraal uitgangspunt. Aanvankelijk richtte de Joodsche Vrouwenraad zich op het geven van lezingen en cursussen over het Jodendom. Vanwege de oorlogsdreiging verschoof de focus van de organisatie naar het opvangen van Duits-Joodse vluchtelingen, met name van Joodse kinderen. Vigeveno was in deze periode ook actief bij het Comité voor Bijzondere Joodsche Belangen, de Nederlandse Zionistenbond en het adviescomité van het Neutraal Vrouwencomité voor de Vluchtelingen.

### Tweede Wereldoorlog en naoorlogse jaren
Op 14 mei 1940 vluchtte Vigeveno samen met haar gezin naar het buitenland. Ze vertrokken met een boot vanuit IJmuiden en brachten bij hun vlucht tachtig Joodse kinderen in veiligheid. Tijdens de oorlogsjaren verbleef ze in Nieuw-Zeeland en in 1946 keerde ze met haar jongste zoon terug naar Amsterdam. In de jaren na de oorlog werkte ze voor het Palestina Opbouwfonds. Het huwelijk tussen Vigeveno en haar echtgenoot liep op de klippen en in 1949 werd de echtscheiding uitgesproken. Datzelfde jaar emigreerde ze naar Jeruzalem (alia).
Op 6 juli 1950 hertrouwde ze in Jeruzalem met economisch publicist en politicus Jacob Abraham (Jaap) Coltof, maar dit huwelijk liep opnieuw uit op een echtscheiding. Daarna trouwde ze met Peretz Bernstein. Bernstein was de voormalig voorzitter van de Nederlandse Zionistenbond en was in Israël actief als politicus. Vigeveno kwam regelmatig naar Nederland, onder meer om steun te werven voor het Israëlmuseum. Haar kinderen woonden in Frankrijk, Engeland en Canada.
Toen Bernstein in 1971 overleed, verhuisde Vigeveno naar Engeland om in de buurt van haar jongste zoon te zijn. Ze vestigde zich in Bedford, waar ze op 15 februari 1984 overleed. Ze werd begraven in Jeruzalem.